# Podo-Kałyniwka
Podo-Kałyniwka (ukr. Подо-Калинівка) – wieś na Ukrainie, w obwodzie chersońskim, w rejonie chersońskim, w hromadzie Juwiłejne. W 2001 liczyła 1772 mieszkańców, spośród których 1687 wskazało jako ojczysty język ukraiński, 77 rosyjski, 2 mołdawski, 2 białoruski, 1 polski, a 3 inny.